# Family Living
Family Living var en inredningstidning för moderna familjer, som startades 2006 av Carina Nunstedt och utgavs av Bonnier Magazines & Brands. Det var en systertidning till Mama, och gjordes av samma redaktion. 2019 meddelade Bonnier att man lade ned Family Living för att i stället satsa på Mama.

### Fotnoter
1. ↑  Bonnier lägger ned Family Living Arkiverad 19 augusti 2013 hämtat från the Wayback Machine., Dagens Media, 18 januari 2019